# Hamal
Alfa Arietis nebo též Hamal (α Ari/α Arietis) je nejjasnější hvězda v souhvězdí Berana. Její zdánlivá hvězdná velikost je 2,0m. Název je arabského původu a znamená beran nebo beránek. Mnohem vzácnější jméno této hvězdy je Elnath, „ten, který chrastí rohem“, obvykle se však toto jméno používá jen pro betu ze souhvězdí Býka.